# Schlacht von Colenso
Kimberley – Talana Hill – Elandslaagte – Ladysmith – Modder River – Stormberg – Magersfontein – Colenso – Spion Kop – Vaal Krantz – Paardeberg – Tugela Heights – Sanna’s Post – Mafeking – Diamond Hill – Bergendal – Nooitgedacht – Blood River Poort – Bakenlaagte – Tweebosch – Rooiwal
Die Schlacht von Colenso fand am 15. Dezember 1899 in Colenso, Natal, Südafrika, zwischen britischen und burischen Truppen statt.
Ungenügende Vorbereitung und Aufklärung führten – in Verbindung mit einer unfähigen Truppenführung – zu einer schweren, sogar demütigenden britischen Niederlage.

## Hintergrund
Kurz nach dem Ausbruch des Burenkrieges wurde Redvers Henry Buller am 6. Dezember 1899 zum Oberkommandierenden aller britischen Truppen in Südafrika berufen. Er teilte seine Kräfte und entsandte Truppenteile an die westlichen und zentralen Fronten. Er selbst übernahm das Kommando über den größten Truppenteil, um mit ihm die Belagerung von Ladysmith aufzuheben. Die Buren wiederum entschieden sich am 13. November 1899, mit 2.000 Männern, unter der Führung von Piet Joubert und Louis Botha weiter in den Süden Natals zu gehen. Sie wollten die Natal Main Line-Eisenbahnstrecke im Süden sabotieren, um den Vorstoß der Briten zu verlangsamen.
Zwei Tage später verließ ein Zug mit 164 Offizieren und Männern der Dublin Fusiliers und der Durban Light Infantry unter dem Kommando von Captain Haldane den Ort Estcourt im Süden Natals. In dem Ort Frere erfuhren die Briten, dass sich einige Buren hinter Chieveley aufhielten. Die Briten machten später 50 Buren in der Gegend aus und entschieden sich, nach Estcourt zurückzukehren.
Auf dem Rückweg wurde der Zug von den aus Ladysmith gekommenen Buren beschossen. Der Lokomotivführer beschleunigte deshalb; Eisenbahnwaggons entgleisten durch die hohe Geschwindigkeit des Zuges in einer Kurve. Die Briten koppelten diese Waggons von der Lokomotive ab und setzten die Fahrt nach Estcourt fort.
Dieser Erfolg motivierte die Buren. Sie passierten Estcourt von beiden Seiten, um sich dann in Highlands zu trennen, um Telegraphenleitungen zu zerstören. Dies hatte zur Folge, dass die britische Division in Estcourt isoliert war und keinen Kontakt zur nächstgelegenen Division in Mooi River aufnehmen konnte. Zwischen dem 17. und 21. November 1899 versuchte der britische Generalmajor Henry Hildyard, der das Kommando in Estcourt hatte, die Buren aus der Gegend von Willow Grange zu vertreiben, jedoch ohne wirklichen Erfolg.
Anschließend versuchte Hildyard, die Buren durch einen nächtlichen Überraschungsangriff auf Brynbella Hill, das auf halber Strecke von Estcourt und Mooi River liegt, zu schlagen. Am 22. November verließen britische Einheiten Estcourt. Sie gerieten in ein heftiges Gewitter, und angeblich wurden viele Soldaten vom Blitz getroffen. Als es zum Gefecht kam, behielten die Buren dank reicher Verstärkung die Oberhand und verloren nur vier Mann während 78 Briten fielen.
An dieser Front hatten sich die Buren – nach einigen Überfällen und Erkundungen in die Kapprovinz – angesichts der starken britischen Kräfte nach Colenso auf das Nordufer des Tugelas zurückgezogen. Dort verschanzten sie sich und blockierten so die Straße und die Bahnstrecke nach Ladysmith.

## Britische Pläne
Da es Buller an Wagen und Zugtieren mangelte und er so die Stellung nicht umgehen konnte, entschloss er sich zu einem Frontalangriff entlang der Bahnstrecke.
Eine Brigade sollte den Tugela an einer Furt drei Kilometer stromaufwärts überschreiten und eine weitere sollte Colenso selbst besetzen. An ihrer Rechten sollten Kavallerie und berittene Infanterie den Hlangwane-Hügel nehmen. Dieser befindet sich südlich des Tugela und war von den Buren besetzt, welche so die rechte Flanke der Briten bedrohten. Zwei weitere Infanteriebrigaden wurden in Reserve gehalten.

## Die Schlacht

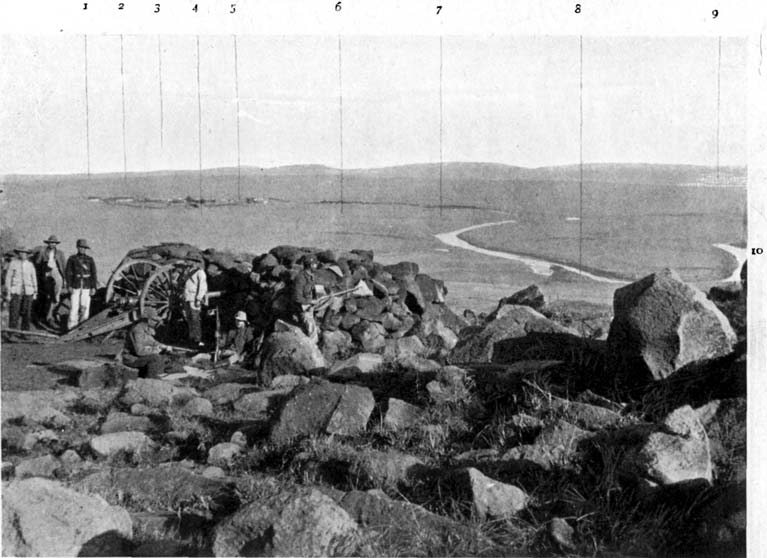
Schlachtfeld von Colenso, 15. Dezember 1899
1 General Louis Botha’s Kommando
2 Boksburg Kommando
3 Colenso
4 Krugersdorp Kommando
5 Wakkerstrom Kommando
6 Ermelo Kommando
7 Swaziland Police
8 Ermelo Kommando
9 Britisches Lager, Chieveley
10 Tugela

Am Morgen des 15. Dezember rückte die erste Brigade in enger Formation auf die Furt vor. Der einheimische Führer – der kein Englisch sprach – führte sie jedoch zu einer falschen Furt an der Spitze einer Flussschleife, wo sie den Buren ein gutes Ziel bot. Die Buren eröffneten das Feuer und töteten oder verwundeten 500 britische Soldaten, bevor die Brigade zurückgezogen werden konnte.
Während die zweite Brigade auf Colenso vorrückte, gerieten zwei Feldbatterien in die Reichweite des burischen Gewehrfeuers. Die britischen Kanoniere mussten sich nach schweren Verlusten zurückziehen.
Die Kavallerie am Hlangwane-Hügel konnte wegen starker Gegenwehr ebenfalls nicht vorrücken. Obwohl Colenso mittlerweile besetzt war, beschloss Buller, die Schlacht abzubrechen. Mehrere Freiwillige wurden beim Versuch, die zurückgelassenen Kanonen zu bergen, getötet. Darunter war auch der Sohn von Feldmarschall Roberts, Leutnant Frederick Hugh Sherston Roberts. Vier Soldaten, darunter Roberts postum, wurden für ihren Einsatz mit dem Victoria-Kreuz, der höchsten Auszeichnung Großbritanniens für überragende Tapferkeit im Angesicht des Feindes, ausgezeichnet.

## Nach der Schlacht
Obwohl von Lord Roberts als Oberkommandierender abgelöst, blieb Buller doch Kommandeur der Truppen in Natal.
Bullers Vorstoß nach Ladysmith endete mit der desaströsen Niederlage in der Schlacht von Spion Kop. Er kehrte daraufhin nach Colenso zurück und erkämpfte den Übergang über den Tugela, nachdem er in zehntägigen mühevollen Kämpfen den Hlangwane-Hügel genommen hatte. Ladysmith wurde am 28. Februar 1900 entsetzt.